# Ньяхуруру (водопад)
Ньяхуру́ру (англ. Nyahururu Falls) или То́мсонс-Фолс (англ. Thomson's Falls) — водопад в Кении, расположенный на реке Эвасо-Нарок, левого притока Эвасо-Нгиро (бассейн Джуббы), берущего начало у подножья хребта Абердэр. Высота падения воды 74 м. Водопад находится на северо-восточной окраине одноимённого города в округе Лайкипия, на высоте 2360 метров над уровнем моря.
Шотландский натуралист Джозеф Томсон был первым европейцем, достигшим водопада в 1883 году, поэтому он назвал его именем своего отца. Он также был первым европейцем, путешествовавшим из Момбасы к озеру Виктория в 1880-х годах.
Туман, созданный водопадом, питает влагой густой лес. Можно полюбоваться водопадами сверху (что делает большинство туристов), но есть также тропа, которая ведёт к нижней части ущелья. Вверх по течению от водопада находится один из самых высоких в Кении водоёмов, где живут бегемоты.